# 天原化工厂
天原化工厂位于中華人民共和國上海市长宁区天山路原500号，由化工实业家吴蕴初创建于1929年，取名天原电化厂股份有限公司（天厨味精厂附属工厂），属电化工厂，天原名字于天厨原料之意，伊始初期筹备了20万银圆，租金为每年6000银圆，在西白利南路2247号（今长宁路2365号后门）的地主手中租地24亩空地，1930年11月建成后厂区面积达25.33万平方米，内有漂粉塔、氢气柜、总变电、锅炉房，吴擔任总经理，职工3560名，1931年3月20日还注册了正负电极“太极”作为商标。创立时为中国最早的氯碱工厂，曾称为中国氯碱第一厂，同时天原化工厂仓库位于原天山路360号，后周围建起天原新村、天原二村、天原幼儿园、天原公园建筑。第二次中日戰爭時期，天原化工厂曾被日机轰炸，1937年9月下旬，天原化工厂拆运部分生产设备至四川。公私合营期间名为“公私合营期间上海天原化工厂”。1958年，該工廠的大容量立式吸附隔膜电解槽被中華人民共和國国务院授予重大科技成果奖，1960年越南人员曾在天原化工厂实习。1968年改名“上海燎原化工厂”，1982年1月恢复“上海天原化工厂”厂名。市长汪道涵、美术家刘海粟曾为天原化工厂题词，《天原杯》学生化学竞赛由天原化工厂发起，谢希德颁奖，截止2018年第三十届《天原杯》仍在上海举办。1997至1998年的时期，天原化工厂过爆炸并产生人员伤亡。2000年2月28日天原化工厂全面停产。2000年4月工厂搬迁至金山区的上海化学工业区名上海氯碱化工股份有限公司天原厂，2000年10月31日，天原化工厂迁建工程全部建成。原址作为长宁区83号地块后建为仁恒河滨花园小区和天山河畔花园，后于2013年增添了杨劲松雕像作品《变化》以大的分子结构象征“电解槽”。原天山路厂区吴蕴初的铜像已从天山路原厂区移到了金山化工区的天原厂。